# Аристипп Младший
Аристипп Младший (др.-греч. Ἀρίστιππος; IV в. до н. э.) — древнегреческий философ киренской школы, внук Аристиппа. Его мать Арета, дочь старшего Аристиппа, передала отцовские философские воззрения сыну, это послужило поводом для прозвища «ученик матери» (μητροδίδακτος) Аристиппа Младшего. Сохранилось мало сведений о философе.
Уже в XX в. некоторые исследователи сочли, что учение киренаиков в той форме, которая дошла до нас, сформулировано именно Аристиппом Младшим, а не его дедом, Аристиппом Киренским. Однако единственное подтверждение этой гипотезы, и то косвенное, можно найти у епископа Кесарии Палестинской Евсевия, который цитирует трактат «О философии» перипатетика Аристокла из Мессены (II в.). Автор пишет, что Аристипп Младший систематизировал и сформулировал учение киренаиков, исходя из жизненных принципов своего деда, и описывает его суть, совпадающую с мнением других философов и историков об учении киренаиков (Euseb. Praep. evang. XIV 18):

Он очень ясно определил цель жизни в получении удовольствий, признавая удовольствие в движении. Он говорил, что имеется три состояния, влияющие на наше настроение. Первое, в котором мы чувствуем боль, сравнимо с морским штормом; второе, в котором мы чувствуем удовольствие, похоже на лёгкие волнообразные движения и сравнимо с приятным бризом; третье, среднее состояние, в котором мы не чувствуем ни боли, ни удовольствия, которое сравнимо с штилем. Единственно из этих чувств, по его словам, состоит наше восприятие.

Аристипп Младший также указывал, что удовольствие — это род движения, что отличается от концепции эпикурейцев, которые соотносили удовольствия с состоянием покоя.
Из-за этой цитаты Аристиппа Младшего некоторые считали даже основателем школы. У историков философии были разнообразные гипотезы. Генрих Риттер считал, что он создал учение киренаиков как таковое. К этому мнению примыкал и Габриэле Джаннантони, который предположил, что Аристипп Киренский был практиком, а разработкой теории учения занимался его внук. Вильгельм Теннеман даже думал, что Аристипп-мл. развил уже известные основные положения, а теорию познания киренаиков — уже его ученик Феодор. Сохранившиеся источники не позволяют сделать какой-либо однозначный вывод. Сомнительно, что учение было разработано до формализаций только через два поколения от основателя, и очень вероятно, что Аристипп-мл. был верным последователем деда, а также смешение двух Аристиппов доксографами.
Прозвище «ученик матери» Аристиппа-мл. указывает на то, что философии он обучался именно от неё, а не от деда. Логично предположить, что он был ещё слишком мал. При этом греческий философ IV века Фемистий указывал: некоторые историки подчёркивают, что Аристиппу Младшему было достаточно воспитания матерью для обучения философии (Themist. Or. 21 p. 244b). 
Среди его учеников был Феодор-Атеист, о других сведений не сохранилось. Однако, согласно греческой энциклопедии X века «Суда», философ Паребат «слушал» Аристиппа. Какого именно — неизвестно, но, возможно, это был Аристипп Младший. Клавдий Элиан писал об Аристиппе-мл., что «многие его хвалят». Таким образом, он был известен, но при этом, в отличие от деда, имел положительную репутацию. 